# 7226 Kryl
7226 Kryl este un asteroid din centura principală de asteroizi.

## Descriere
7226 Kryl este un asteroid din centura principală de asteroizi. A fost descoperit pe 21 august 1984 la Observatorul Kleť de Antonín Mrkos. Asteroidul prezintă o orbită caracterizată de o semiaxă mare de 3,22 ua, o excentricitate de 0,17 și o înclinație de 2,4° în raport cu ecliptica.